# Marcelo Ferrando
Marcelo Ferrando (Buenos Aires; 29 de noviembre de 1971) es un actor, escritor, periodista y director de teatro y cine argentino.

## Carrera
Ferrando es un reconocido escritor, director y actor de una amplia trayectoria artística en los escenarios porteños. Su formación teatral estuvo a cargo de Adriana Colombo, Rubén Szuchmacher, Cristina Moreyra, Emilio Urdapilleta, Roberto Aguirre y Juan Carlos Gené.
Es egresado de la carrera de Realizador Cinematográfico y de la Escuela Superior de Periodismo, y docente de la Dirección de Cultura de San Isidro hace 25 años. Integra el equipo de Cine Documental de la Escuela Superior de Cine y Artes Audiovisuales que en 2023 rodó el filme "Gabriel, como el arcángel", dirigido por Nicolás Bratosevich. En 2024 codirigió "Tras la Máscara", un Documental sobre el quehacer teatral.
En 1988 comenzó a colaborar como redactor de espectáculos en el periódico Imagen de Zona Norte, que dirigía la recordada Martha Bruno. Ya en la adolescencia comienza sus estudios sobre Historia del Cine Argentino en la Biblioteca del Museo del Cine. En 1989 inicia sus estudios terciarios y en 1992 egresa de la Escuela Superior de Periodismo y pronto concreta publicaciones en Clarín, La Prensa y la revista de la FEPAI de publicación en España.
A lo largo de su  carrera filmó más de 10 cortometrajes -como "El hombre de la bolsa", "Si nadie se opone" o  el premiado "El bonsai" con Ignacio Toselli- y varias películas argentinas, dentro y fuera de cámara. Dirigió el largometraje "Las asfixiadoras".
En Teatro intervino, en distintos roles -actuación, asistencia, dirección- en unas 50 obras. Es creador y director de la Compañía Teatro del Encuentro, dentro de la cual dirigió 16 piezas, las más notables "La Fiaca", "No hay que llorar", "Cien veces no debo", "El Tío Loco", "Chúmbale", "Damas y caballeros", "Jettatore", "Daños colaterales", "La casa de Bernarda Alba", "Ni penas ni olvidos", "El patio de la Narcisa", "En familia", "Mujeres que trabajan" y "Alguien en el mundo".
Como actor, protagonizó unas 20 obras, las más notables "Orquesta de señoritas", "El Organito", "Chau Misterix", "El debut de la piba", "La Nona", "El valet parking" de Julio Chávez -todas ellas dirigido por Adriana Colombo-. Le siguieron "Convenciones de la aldea", en Teatro IFT, "La bolsa de Agua Caliente" de Somigliana, y "Darse Cuenta" -junto a Virginia Lago y Víctor Laplace-, con dirección de Daniel Marcove.
Sus más recientes labores como actor fueron en "Felices Fiestas León" de Kado Kostzer, "Un enemigo del pueblo" de Ibsen, "Saverio el cruel" de Roberto Arlt, "La barca sin pescador" de Alejandro Casona, "El jardín de los cerezos" de Anton Chejov, y "Veraneantes" de Máximo Gorki, todas bajo las órdenes de Roberto Aguirre en Teatro de Repertorio. Actualmente ensaya dos obras para estrenar en la segunda mitad de 2024.
En base al trabajo iniciado en la adolescencia, a los 21 años funda su propio archivo, con 2000 títulos de cine argentino antiguo en video, denominado Museo Privado Zully Moreno. Inscripto en el Consejo Internacional de Museos, se lo incluye en la “Guía Turística del Patrimonio Cultural de Buenos Aires", y enseguida integra el “Programa de Recuperación de la Memoria Audiovisual en todo el país”, de la mano del Ministerio del Interior y el Archivo General de la Nación.
Ha colaborado con el trabajo de Homenaje a los Artistas de Antaño para la producción de Telefé Noticias, y participa en el armado de Biografías para Wikipedia. Fue panelista durante un año del programa "Las unas y los otros", conducido por Mónica Gutiérrez en Cablevisión y condujo diversos ciclos en canales de cable. Trabajó para la producción de Radio Municipal y Radio Nacional, etc., en programas conducidos por figuras como Zulma Faiad, Carlos Cores y Graciela Borges.
Entre otros certámenes, fue Jurado en el Certamen Literario Internacional “Poesías por la Paz”, de Lions Internacional, Pre Jurado en el Certamen Literario “300 Años de San Isidro”, y Jurado en los Torneos Bonaerenses 2020, 2022, 2023 y 2024 en las Categorías Poesía, Cuento y Narrativa.
También fue un egresado de la Escuela de Cine de Vicente López. En 2005 dirigió el corto "Isabel Sarli" que, con la presencia de la actriz como madrina, se estrenó para la reinauguración del histórico Cine Teatro York. Trabajó además en el proceso de nominación de los actores durante la digitalización del archivo fotográfico del Museo Lumiton. 
Como escritor, algunas de sus obras son "Cuatro Destinos", "Cuentos del amor equívoco", "Las cartas tardías" y las novelas "El año del Cometa" y "La hora blanca".

## Filmografía
Como Integrante del equipo de Cine Documental dirigido por Nicolás Bratosevich, del Instituto de Cine Contemporáneo:
- 2024: "Tras la Máscara", Documental sobre el quehacer teatral. Codirección con Félix Varni.
- 2023: Gabriel, como el arcángel

Cortometrajes como director:
- 2007: Señora, con Liliana Maturano.
- 2007: Desde mi libertad, con Liliana Maturano.
- 2007: Nochebuena
- 2006: En tu pelo
- 2005: Isabel Sarli. Filme para Función de Reapertura del Cine Teatro York con el madrinazgo de Isabel Sarli.
- 2004: El hombre de la bolsa. Sobre su cuento homónimo.
- 2002: Hincha
- 2002: El número de la mala fortuna. Sobre su cuento homónimo.
- 2002: El bonsái,  con Ignacio Toselli.

Largometraje como director:
- 2006: Las asfixiadoras

Como guionista:
- 2007: Nochebuena.
- 2006: Las asfixiadoras
- 2005: Isabel Sarli. Filme para Función de Reapertura del Cine Teatro York con el madrinazgo de Isabel Sarli.
- 2004: Si nadie se opone
- 2004: El hombre de la bolsa
- 2003: El bonsai
- 2002: El número de la mala fortuna
- 2002: Hincha

Como asistente de producción:
- 2000: Tita de Buenos Aires. (Vida de Tita Merello).
- 1995: El verso, de Santiago Carlos Oves.

## Obras Literarias
- Cuatro Destinos: Historia de cartas, amor y guerra (Novela, 1995)
- El Año del Cometa (Novela, Ediciones Tu LLave, 1998)
- Las cartas tardías (Cuento, Red Literaria, 2000)
- Cuentos del amor equívoco (Argenta, 2001)
- La hora blanca (Novela, Ediciones Tu Llave, 2007)
- La abeja entre los narcisos (Cuento, SADE, 2011)

## Teatro
Como actor:
- Orquesta de señoritas, de Jean Anohuil.
- Nieblas del riachuelo. Dirección Adriana Colombo.
- El Organito de Armando Discépolo
- El debut de la piba de Roberto Cayol
- El valet parking de Julio Chávez
- Chau, Misterix, de Mauricio  Kartun.
- La Nona de Tito Cossa, dirigido por Adriana Colombo.
- Convenciones de la aldea, con dirección de Claudio Allevato. Teatro IFT.
- Felices Fiestas, León, de Kado Kostzer, con dirección de Roberto Aguirre (Teatro de Repertorio).
- La bolsa de agua caliente , bajo las órdenes de Leonel Figliolo.
- Un enemigo del pueblo, de Ibsen, con dirección de Roberto Aguirre (Teatro de Repertorio, 2017).
- Acoso sexual, de Osvaldo Sampietro.
- A la hora del té. Fray Mocho.
- Darse cuenta, con Virginia Lago y Victor Laplace.  Dirección Daniel Marcove.
- Convenciones de la Aldea, en Teatro IFT
- Final de partida, de Cernaras Lamadrid, con Víctor Laplace y Mónica Lerner. Dirección Daniel Marcove.
- Saverio el cruel, de Roberto Arlt, con dirección de Roberto Aguirre, en Teatro de Repertorio Argentina.
- La barca sin pescador, de Alejandro Casona, con dirección de Roberto Aguirre, en Teatro de Repertorio Argentina.
- El jardín de los cerezos, de Anton Chejov, con dirección de Roberto Aguirre, en Teatro de Repertorio Argentina.
- Veraneantes, de Máximo Gorki, con dirección de Roberto Aguirre, en Teatro de Repertorio Argentina.
- Un enemigo del pueblo, de Ibsen, con dirección de Roberto Aguirre (Teatro de Repertorio, 2024).
- Sangre Lunar, de José Sanchis Sinisterra (Actuación en Video), con dirección de Fernando Hereñú.
- La Vieja Dama. Dirección Roberto Aguirre. Teatro de Repertorio.

Como director:
- La Fiaca (Ricardo Talesnik)
- No hay que llorar (Tito Cossa)
- Las vestiduras peligrosas (S.Ocampo/ Puesta en Escena Rubén Szuchmacher, en El Kafka)
- Cien veces no debo (Ricardo Talesnik)
- El Tío Loco (Tito Cossa)
- Chúmbale (Oscar Viale)
- Damas y Caballeros (Jacobo Langsner)
- Cómo creamos un Jetattore (sobre texto de Laferrere)
- Daños Colaterales (Tito Cossa)
- A la hora del té (Fray Mocho)
- La casa de Bernarda Alba (Federico García Lorca)
- Jettatore (Gregorio de Laferrere)
- Ni penas ni olvidos (Ciclo Teatro Argentino y la Memoria)
- El patio de la Narcisa (Ciclo de Teatro Semimontado)
- En familia (Florencio Sánchez)
- Mujeres que trabajan (Ciclo de Teatro Semimontado)
- Alguien en el mundo (de Cía. Teatro del Encuentro 2020-21-22)

Como fotógrafo:
- Esperando la carroza, Dirección: E.Urdapilleta.